# Musée Mikhaïl-Boulgakov
Pour les articles homonymes, voir Mikhaïl Boulgakov et Bulgakov.
Le musée Mikhaïl-Boulgakov (officiellement connu sous le nom de « musée commémoratif de littérature à Mikhaïl Boulgakov » et communément appelé la « maison Boulgakov ») est un musée à Kiev, en Ukraine, dédié à l’écrivain russe Mikhaïl Boulgakov, qui est né à Kiev.

## Le musée
Commencé en février 1989 comme une branche du Musée de l'histoire de Kiev et ouvre le 15 mai 1991 pour le 100e anniversaire de la naissance de l’auteur, le musée est situé au no 13 de la descente Saint-André et contient une exposition d’environ 2 500 pièces, notamment les affaires de l’écrivain, ses livres, ses cartes postales, ses photos – donnant à voir la vie et la créativité de Boulgakov, ainsi que son environnement. L’atmosphère de la maison reflète la vie de l’écrivain – pupille à l’école secondaire, étudiant en médecine, docteur et écrivain - quand Boulgakov écrit La Garde blanche, Le Maître et Marguerite et le Roman théâtral.
L’immeuble lui-même a été érigé en 1888 et conçu par l’architecte Nikolaï Gordenine. Il a été rénové avant l’ouverture du musée. Une plaque commémorative avec le portrait de Boulgakov est désormais accrochée à l’entrée de l’immeuble. Le roman La Garde blanche offre une description très vive de la descente Saint-André, et la plaque actuelle de l’adresse au no 13 indique le nom donné à la rue par l’écrivain dans son livre (no 13 descente Saint-Alexis).
L’équipe du musée dirige d’importantes études et recherches, publie les documents inédits et organise des rencontres.

## Politique de dérussification
Depuis l'invasion russe de 2022 et l'accélération de la politique de dérussification, le musée est remis en question par de nombreux habitants de Kiev. L'union des écrivains ukrainiens a notamment demandé sa fermeture, en arguant que Boulgakov était un soutien de l'impérialisme russe, comme dans son roman La Garde blanche (où il dépeint très négativement le nationalisme et la langue ukrainienne). 